# Wallfahrtskirche Maria Hilf (Lengenbach)

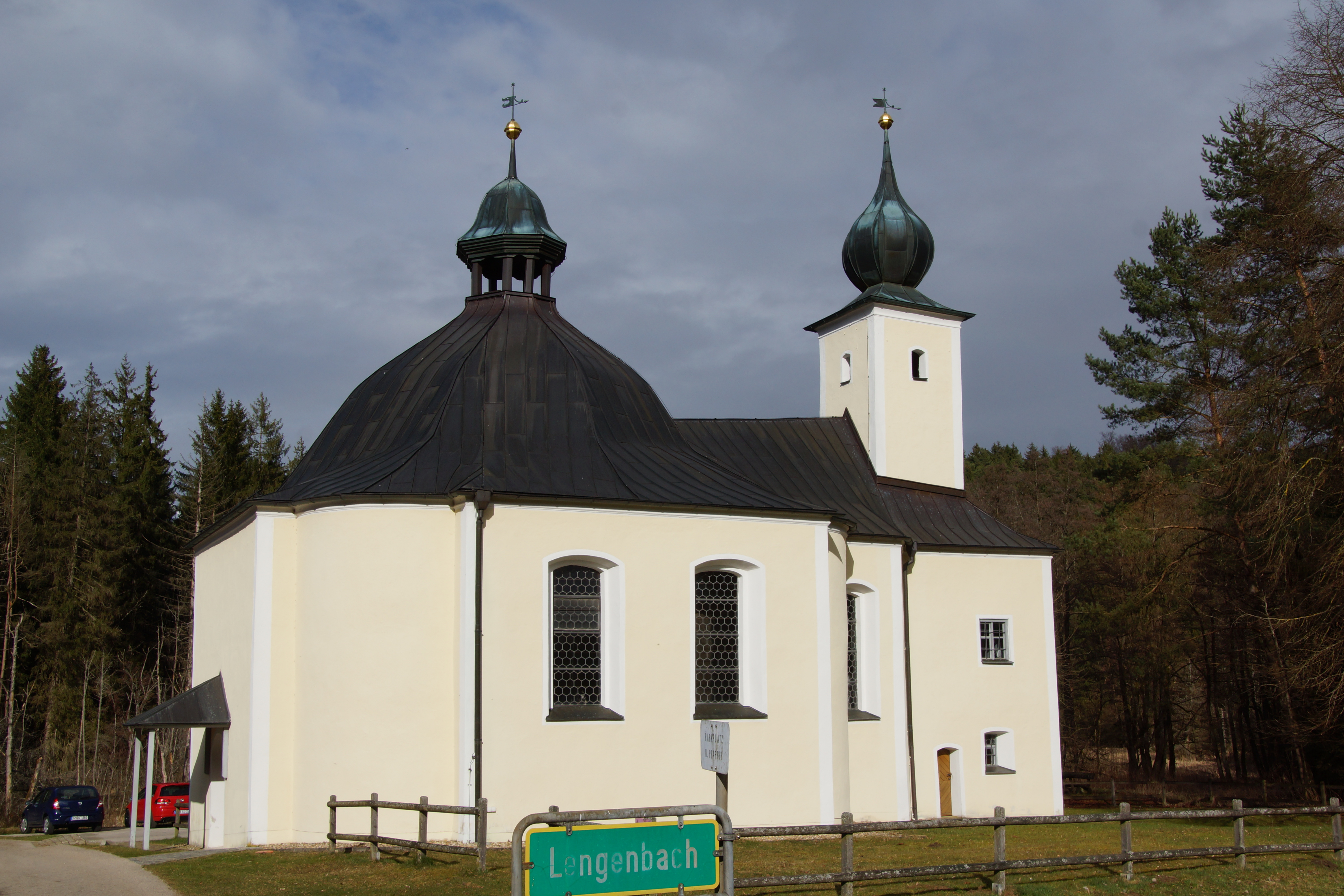
Wallfahrtskirche Maria Hilf (Lengenbach)

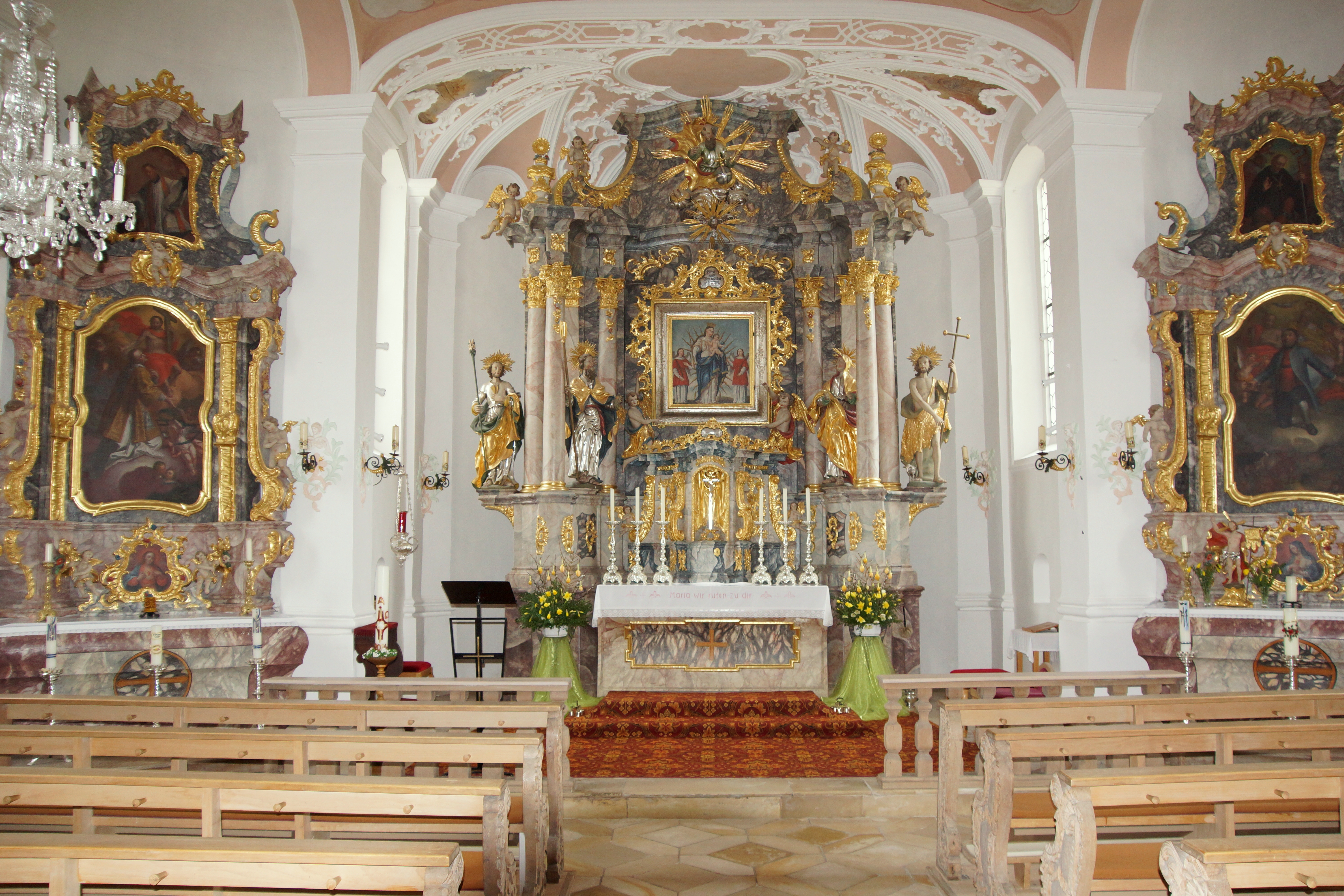
Innenansicht

Die römisch-katholische, denkmalgeschützte Wallfahrtskirche Maria Hilf steht in Lengenbach, einem Gemeindeteil der Gemeinde Deining im Landkreis Neumarkt in der Oberpfalz. Die Pfarrei gehört zum Dekanat Neumarkt im Bistum Eichstätt. Das Bauwerk ist unter der Denkmalnummer D-3-73-119-26 als Baudenkmal in die Bayerische Denkmalliste eingetragen.

## Beschreibung
Der Zentralbau auf viereckigem Grundriss mit eingezogenen, abgerundeten Ecken wurde 1757–62 anstelle einer 1694 erbauten Kapelle errichtet. Ihre achtseitige Kuppel ist mit einer Laterne bekrönt. Im Osten befindet sich die ehemalige Wohnung eines Eremiten in einem eingezogenen, dreiseitig geschlossenen Chor mit angebauter Sakristei, auf dem sich ein quadratischer Dachreiter erhebt, der mit einer Zwiebelhaube bedeckt ist.
Der Innenraum wird durch das Stichkappengewölbe bestimmt, das auf Pilastern sitzt. Ein flacher Chorbogen öffnet den Blick zum Hochaltar, dessen Altarretabel mit einem Gnadenbild versehen ist. Die Orgel wurde 1979 von Mathis Orgelbau errichtet.